# Championnats du monde de patinage de vitesse sur piste courte 2017
Navigation
Édition précédente Édition suivante
Les Championnats du monde de patinage de vitesse sur piste courte 2017 se déroulent à Rotterdam aux Pays-Bas entre le 10 mars 2017 et le 12 mars 2017. L'évènement est géré par l'Union internationale de patinage.
Il y a douze épreuves au total : six pour les hommes et six pour les femmes. Les différentes distances sont le 500 mètres, le 1 000 mètres, le 1 500 mètres, le 3 000 mètres, le relais de 3 000 mètres (5 000 mètres pour les hommes) et un titre décerné au meilleur patineur sur l'ensemble des épreuves.

## Palmarès
| Épreuves        | Or             | Argent             | Bronze            |
| --------------- | -------------- | ------------------ | ----------------- |
| Hommes          |                |                    |                   |
| 500 m           | Sjinkie Knegt  | Wu Dajing          | Seo Yi-ra         |
| 1 000 m         | Seo Yi-ra      | Shaoang Liu        | Charles Hamelin   |
| 1 500 m         | Sin Da-woon    | Samuel Girard      | Seo Yi-ra         |
| 3 000 m         | Sjinkie Knegt  | Seo Yi-ra          | Viktor Ahn        |
| 5 000 m relais  | Pays-Bas       | Chine              | Hongrie           |
| Toutes épreuves | Seo Yi-ra      | Sjinkie Knegt      | Samuel Girard     |
| Femmes          |                |                    |                   |
| 500 m           | Fan Kexin      | Elise Christie     | Kim Ji-yoo        |
| 1 000 m         | Elise Christie | Marianne St-Gelais | Suzanne Schulting |
| 1 500 m         | Elise Christie | Marianne St-Gelais | Shim Suk-hee      |
| 3 000 m         | Shim Suk-hee   | Kim Ji-yoo         | Elise Christie    |
| 3 000 m relais  | Chine          | Hongrie            | Japon             |
| Toutes épreuves | Elise Christie | Marianne St-Gelais | Shim Suk-hee      |

## Tableau des médailles
| Rang | Nation          | Or | Argent | Bronze | Total |
| ---- | --------------- | -- | ------ | ------ | ----- |
| 1    | Corée du Sud    | 4  | 2      | 5      | 11    |
| 2    | Pays-Bas        | 3  | 1      | 1      | 5     |
| 3    | Grande-Bretagne | 3  | 0      | 1      | 4     |
| 4    | Chine           | 2  | 2      | 0      | 4     |
| 5    | Canada          | 0  | 5      | 2      | 7     |
| 6    | Hongrie         | 0  | 2      | 1      | 3     |
| 7    | Japon           | 0  | 0      | 1      | 1     |
| 7    | Russie          | 0  | 0      | 1      | 1     |